# Musanga
Musanga – miejscowość w Demokratycznej Republice Konga, na przedmieściach Idiofy, w prowincji Kwilu.